# Päijänne-Tavastland
Päijänne-Tavastland (finsk Päijät-Hämeen maakunta) er et landskab og en sekundærkommune i det sydlige Finland.
Päijänne-Tavastland består af 10 kommuner, der tilsammen havde 204.692 indbyggere (30.6. 2024). Lahtis er landskabets hovedby.

## Nabolandskaber
Päijänne-Tavastland grænser i sydøst op til Kymmenedalen, i syd til Nyland, i vest til Egentliga Tavastland, i nordvest til Birkaland, i nord til Mellersta Finland og i øst til Södra Savolax.

## Regionen Sydfinland
Päijänne-Tavastland hører administrativt under Sydfinlands regionsforvaltning. Det samme gør landskaberne Egentliga Tavastland, Nyland, Kymmenedalen og Södra Karelen.
Som resten af Sydvestfinland så hører Päijänne-Tavastland under Västra Finlands militärlän.

## Kommuner
Päijänne-Tavastland består af 10 kommuner. De tre byer (städer) er skrevet med fed skrift.
- Asikkala
- Gustav Adolfs
- Heinola
- Hollola
- Kärkölä
- Lahtis
- Nastola
- Orimattila
- Padasjoki
- Sysmä

- Wikimedia Commons har flere filer relateret til Päijänne-Tavastland

61°15′N 25°50′Ø / 61.250°N 25.833°Ø